# 北西アフリカ

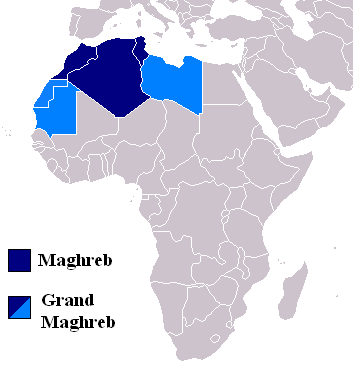
マグリブ。藍色が狭義の北西アフリカ。

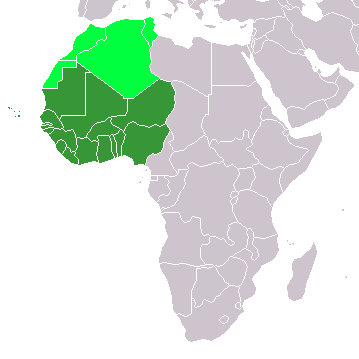
広義の北西アフリカの例（濃緑+淡緑）

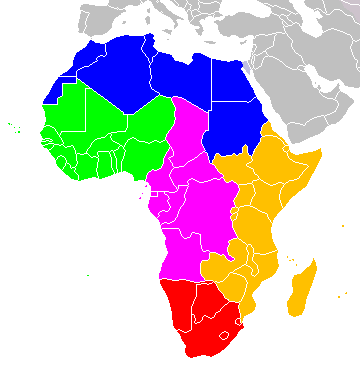
北アフリカ（青）と西アフリカ（緑）。分け方は一例。

北西アフリカ（ほくせいアフリカ、Northwest Aftica）は、アフリカの北西部。
狭義にはマグリブ3国（西からモロッコ、アルジェリア、チュニジア）を指す。広義には、西アフリカから北アフリカ西部にかけてを指す。

## 広義の北西アフリカ諸国
ナショナルジオグラフィック公式日本語版による。このサイトではアフリカを北西アフリカ、北東アフリカ、南アフリカに3分しているため、かなり広範囲になっている。
地中海沿岸諸国から反時計回りに。北アフリカ等はウィキペディア日本語版での標準的な分類。
- うち北アフリカ諸国
  - リビア
  - チュニジア
  - アルジェリア
  - モロッコ
  - 西サハラ（明記していないが含むと思われる）
- うち西アフリカ諸国
  - カーボヴェルデ
  - モーリタニア
  - セネガル
  - ガンビア
  - ギニア・ビサウ
  - ギニア
  - マリ
  - シエラレオネ
  - リベリア
  - コートジボワール
  - ブルキナファソ
  - ガーナ
  - トーゴ
  - ベナン
  - ニジェール
  - ナイジェリア
- うち中部アフリカ諸国
  - チャド
  - カメルーン
  - 中央アフリカ共和国